# Karpfiskar
Karpfiskarna är en familj fiskar i ordningen karpartade fiskar. Det är den artrikaste familjen av sötvattensfiskar, med fler än 2 100 arter uppdelade på mer än 200 släkten. De saknar tänder i munnen, men har istället kraftiga svalgben med stora tänder, som är specialiserade för olika typer av föda. 
Den näst artrikaste familjen av sötvattenfiskar är smörbultar (Gobiidae) med ungefär 1 900 arter.

## Utseende
Flera fiskar i familjen är små. Därför betecknas flera arter på engelska som minnow som är ett allmänt namn för en liten fisk. På andra sidan ingår stora fiskar som siamesisk jättekarp och mahseer (Tor putitora) i familjen. De nådde vid bättre vattenkvalitet en längd upp till 3 meter. I Nordamerika är colorado-squawfisk den största karpfisken med en längd upp till 1,8 meter och en maximalvikt av 45 kg. Till de minsta arterna räknas Danionella translucida från Myanmar med en längd upp till 12 mm  och Boraras micros från nordöstra Thailand som blir upp till 13 mm lång.

## Utbredning
Arterna lever i sötvatten och de saknas endast i Sydamerika, i den australiska regionen och i Antarktis. Karpfiskarnas position upptas i Sydamerika av laxkarpar och i den australiska regionen av familjen Melanotaeniidae.
Karp (Cyprinus carpio) introducerades i nästan alla delar av världen. I Nordamerika och Australien betraktes den som skadedjur när den skadar vattenväxter under födosöket eller när den gräver i grunden och minskar vattnets klarhet.

## Ekologi
Karpfiskar är tillsammans med bentungeartade fiskar de enda fiskgrupperna som inte kan besöka havet. Släkten som finns nära Wallacelinjen som är den östligaste gränsen är Rasbora och barber (Puntius). Parningsberedda hannar utvecklar utväxter på huvudet som liknar skäggtöm. Ibland finns utväxter även hos parningsberedda honor och sällan har båda kön skäggtöm under alla tider.

## Underfamiljer
Inom familjen finns ett flertal underfamiljer:
- Acheilognathinae, en huvudsakligen asiatisk grupp, karakteriserad av honans läggrör, som används för att lägga ägg i musslor.
- Cultrinae, en huvudsakligen asiatisk underfamilj, med många långsträckta, silverfärgade arter, med små fjäll och inga skäggtömmar. Skärkniv är den enda svenska representanten.
- Cyprininae, dit bland andra karp, ruda, guldfisk (Cyprinini), barber (Barbini), och snökarpar (Oreinini) hör.[1] De har som regel stora fjäll och skäggtömmar.
- Danioninae (synonym: Rasborinae), med många akvariearter, bland sebrafisk och andra Danio-arter, och rasboror.
- Gobioninae, som är bottenlevande fiskar med skäggtömmar. De flesta arterna finns i Östasien. Sandkrypare hör hit som enda svenska representant.
- Leuciscinae, dit de flesta svenska karpfiskar hör, bland dem mört, sarv och braxen. De saknar skäggtömmar.

## Karpfiskar som förekommer naturligt i Sverige
| Art         | Vetenskapligt namn          | Auktor, År   | Status             |
| ----------- | --------------------------- | ------------ | ------------------ |
| Asp         | Aspius aspius               | Linné, 1758  | Sårbar (VU)        |
| Björkna     | Blicca bjoerkna             | Linné, 1758  | Livskraftig (LC)   |
| Braxen      | Abramis brama               | Linné, 1758  | Livskraftig (LC)   |
| Elritsa     | Phoxinus phoxinus           | Linné, 1758  | Livskraftig (LC)   |
| Faren       | Abramis ballerus            | Linné, 1758  | Livskraftig (LC)   |
| Färna       | Squalius cephalus           | Linné, 1758  | Missgynnad (NT)    |
| Groplöja    | Leucaspius delineatus       | Heckel, 1843 | Sårbar (VU)        |
| Id          | Leuciscus idus              | Linné, 1758  | Livskraftig (LC)   |
| Löja        | Alburnus alburnus           | Linné, 1758  | Livskraftig (LC)   |
| Mört        | Rutilus rutilus             | Linné, 1758  | Livskraftig (LC)   |
| Ruda        | Carassius carassius         | Linné, 1758  | Livskraftig (LC)   |
| Sandkrypare | Gobio gobio                 | Linné, 1758  | Missgynnad (NT)    |
| Sarv        | Scardinius erythrophthalmus | Linné, 1758  | Livskraftig (LC)   |
| Skärkniv    | Pelecus cultratus           | Linné, 1758  | Kunskapsbrist (DD) |
| Stäm        | Leuciscus leuciscus         | Linné, 1758  | Livskraftig (LC)   |
| Sutare      | Tinca tinca                 | Linné, 1758  | Livskraftig (LC)   |
| Vimma       | Abramis vimba               | Linné, 1758  | Livskraftig (LC)   |

## Karpfiskar i Sverige som kommer från andra länder
| Art        | Vetenskapligt namn          | Auktor, År         | Status               |
| ---------- | --------------------------- | ------------------ | -------------------- |
| Karp       | Cyprinus carpio             | Linné, 1758        | Inplanterad          |
| Gräskarp   | Ctenopharyngodon idella     | Valenciennes, 1844 | I odling             |
| Marmorkarp | Hypophthalmichthys molitrix | Valenciennes, 1844 | Sporadiska rymlingar |

## Karpfiskar och människor
Guldfisk (Carassius auratus) hölls i bassänger och akvarier och det avlades många färgvarianter fram. Den asiatiska gräskarpen (Ctenopharyngodon idella) infördes i olika regioner för att minska antalet oönskade vattenväxter i insjöar.